# پیت فایتر (فیلم)
پیت فایتر (به انگلیسی: Pit Fighter) فیلم اکشن آمریکایی محصول سال ۲۰۰۵ به کارگردانی و نویسندگی  جسی وی. جانسون می باشد. بازیگران فیلم دومینیک واندنبرگ، استیون باوئر، استیون گراهام و اسکات ادکینز هستند.

## داستان
جک سورینو (دومینیک واندنبرگ) مردی آرام و در عین حال پرشور است که هیچ خاطره‌ای از گذشته خود ندارد. او زمان خود را در دعواهای خشونت آمیز در یک روستای کوچک در آمریکای جنوبی می‌گذراند. تنها دوستی که او دارد مدیرش مانولو (استیون بائر) هندی است که سعی دارد از فقر فرار کند. گذشته خشونت آمیز جک با دیدن زنی که سال هاست ندیده بود، او را فرا می‌گیرد و خاطرات او را زنده می‌کند.

## بازخوردها
این فیلم مورد استقبال منتقدان قرار نگرفت و امتیاز نادر 0% (از ۳ نقد) در راتن تومیتوز دارد.